# Jean-Paul Amoudry
Jean-Paul Amoudry, né le 30 mars 1950 à Serraval, est un homme politique français, membre du Nouveau Centre. Il siège au groupe Union centriste (UC).

## Biographie
Fonctionnaire territorial de formation, il est élu sénateur de la Haute-Savoie le 24 septembre 1995 et réélu le 26 septembre 2004.
Il est membre du groupe chasse et pêche, du groupe d'études sur le développement économique de la montagne, du groupe d'études du tourisme et des loisirs. Il est également président du SYANE (Syndicat des énergies et de l'Aménagement Numérique de la Haute-Savoie).

## Mandats
- Commune de Serraval
  - Premier adjoint de 1977 à 1989
  - Maire de 1989 à 2001

- Communauté de communes des vallées de Thônes
  - Président de 1989 à 2001

- Conseil départemental de la Haute-Savoie
  - Conseiller général du canton de Thônes de 1992 à 2015
  - Conseiller départemental du canton de Faverges de 2015 à 2021
  - Premier vice-président de ... à 2008

- Sénat
  - Sénateur de la Haute-Savoie de 1995 à 2014

## Autres fonctions
Commission Nationale Informatique et Liberté (CNIL)
- Membre (février 2009-octobre 2011)
- Vice-président (octobre 2011-janvier 2014)

SYANE (Syndicat des Énergies et de l'Aménagement numérique de la Haute-Savoie)
- Président depuis 2001

## Décorations
Il est nommé chevalier de la Légion d’honneur le 31 décembre 2015.